# Fernando Tola de Habich
Fernando Tola de Habich (Lima, 24 de enero de 1941) es un escritor, editor, bibliógrafo e investigador literario peruano nacido en la Ciudad de Lima. Hoy está radicado en Moyá (Barcelona, España)

## Biografía

### Su familia
Es hijo del matrimonio entre Fernando Tola Mendoza y doña Marta de Habich Trefogli.
Su padre, Fernando Tola Mendoza, es un filólogo y maestro universitario peruano. Ha dedicado su vida al estudio de las culturas de oriente y al cultivo de las lenguas clásicas (como el griego y el latín) y las lenguas orientales (como el sánscrito y el pali). En total domina veinte idiomas. Es autor de numerosas publicaciones sobre textos clásicos grecolatinos y orientales.
Tiene parientes ascendentes, por parte de padre, involucrados tanto en la política, como en la literatura y el arte en el Perú. Su abuelo Fernando Tola Cires fue Ministro de Hacienda y Decano de la facultad de Derecho en la Universidad Mayor de San Marcos. Su tío Enrique Tola Mendoza fue Ministro de Educación y Ministro de Fomento y de Obras Públicas, y su tío José Tola Pasquel, matemático, fue rector de la Pontificia Universidad Católica del Perú de 1977 a 1989. Su tío político Fernando Schwalb López-Aldana Embajador, Senador, primer ministro y Ministro de Relaciones Exteriores del Perú.
Por parte de madre, desciende del noble polaco Eduardo de Habich, quien fuera fundador y primer director de la Escuela Especial de Ingenieros de Construcciones Civiles y de Minas de Lima y de Michele Trefogli arquitecto y artista suizo quién llegó a Lima, en diciembre de 1860 donde vivió hasta su muerte en 1928. En 1862 es nombrado Arquitecto de Estado. Hizo construcciones en Lima, como la Peninteciería de Lima, el Banco del Perú; refaccionó el Palacio de Gobierno, el Colegio de San Carlos y otros edificios públicos. Como arquitecto privado construyó fincas en Lima Cuadrada para familias pudientes de esa época tales como: Goyoneche, Varela, Paz Soldán, etc.
Sus hermanos: José pintor, Francisco crítico de arte y poeta, y Marta Leticia, abogada.
Estaba casado con doña Leonor Lorente Salvat, ciudadana catalana, dueña de Factoría Ediciones, a quien conoció y se casó en México y han tenido un hijo, Agustí, que es economista y escritor. Su esposa María Leonor "Nonoi" Lorente Salvat falleció el 8 de setiembre del 2020 en Manresa, Barcelona, España. 
De sus matrimonios anteriores tiene tres hijos: Gonzalo, profesor de inglés; Fernando, geólogo; y Eduardo, empresario gastronómico.

### Estudios
Sus estudios primarios los hizo en el Colegio Champagnat y Santa Rosa de Chosica. Sus estudios secundarios en la Escuela Superior La Cantuta, el Colegio Militar Leoncio Prado y el Pestalozzi de Miraflores en Lima.
Sus estudios universitarios los realizó, en 1960, en la Universidad Mayor de San Marcos; en 1961 y 1962 en la Universidad de Madrid y en el verano de 1962 en la Universidad de Santa María de la Rábida.
En su época de estudios en la Universidad Nacional Mayor de San Marcos hizo amistad con diferentes escritores y poetas peruanos como César Calvo, Javier Heraud, Antonio Cisneros, Julio Ortega, Rodolfo Hinostroza, Leopoldo de Trazegnies Granda, Reynaldo Naranjo, Hildebrando Pérez Grande, Luis Enrique Tord, Arturo Corcuera, Juan Gonzalo Rose, Cecilia Bustamante, Carlos Germán Belli de la Torre y Javier Sologuren.

### Estadía en Lima
Después de haber estudiado en España, regresa a Lima en 1963 donde trabaja como redactor para el Diario El Comercio; Jefe de Redacción de J. Walter Thompson Peruana de 1964 a 1966 y como Jefe de Redacción del "Suplemento Dominical 7 días del Perú y Del Mundo" del Diario La Prensa de 1967 a 1969.

### Su Vuelta a España
Esto sucede en 1969. Trabaja como Secretario General de Barral Editores , una empresa dedicada a la edición de libros dirigida por †Carlos Barral, el editor que promovió de manera especial la revalorización de la nueva literatura latinoamericana (llamado "el boom") y desempeñó un papel fundamental en la reactualización de España en el mundo europeo a pesar de la dictadura de la época franquista. Durante este tiempo laboral †Carlos Barral se convierte en su mentor en la industria de la edición de libros y nace una estrecha amistad que duró veinte años; es decir, hasta el fallecimiento de †Carlos Barral en 1989.
Por su trabajo como secretario en esta editorial, llega a conocer a casi todos los escritores españoles e hispanoamericanos de esa época y tener especial amistad con Mario Vargas Llosa, †Gabriel García Márquez y †José Donoso .
Entre los años 1971 y 1972 realiza frecuentes viajes, por razones de su trabajo, a Nueva York, Caracas, Bogotá, Lima, Santiago de Chile, Buenos Aires y México donde visita a escritores locales para conversar sobre posibles ediciones.

### Su Viaje a México
En el año 1973 viaja a México como Director de Distribuciones de Enlaces Mexicana, pero al poco tiempo la empresa se declara en quiebra por problemas hacendarios y económicos originados 10 años atrás.
Por razones circunstanciales decide radicarse en la ciudad de Tlahuapan ubicada en el Estado de Puebla, donde funda la Editorial Premià y contrata a campensinos del lugar y les enseña el manejo del taller de imprenta. Entre las colecciones de esta Editorial, se destacan "Los Brazos de Lucas", "La Nave de Los Locos", "La Red De Jonás", "Los Libros Del Bicho" las cuales alcanzan un alto nivel de venta y de prestigio.
Se especializa en la Literatura Mexicana del siglo XIX. Recopila y edita las obras, con textos olvidados y desconocidos, de escritores mexicanos de esa época  tales como José Joaquín Pesado, Manuel Carpio, Ignacio Rodríguez Galván. Fernando Calderón y Beltrán, José María Lafragua. Asimismo edita los casi desconocidos Año Nuevo, anuarios 1836-1840 de la Academia de Letrán.
Publica sus trabajos de investigación literaria en la Universidad Nacional Autónoma de México, en la Universidad Veracruzana, en la Universidad Autónoma de Zacatecas, Universidad Autónoma Metropolitana, Universidad de Colima, Universidad Autónoma Chapingo, Secretaría de Educación Pública (México) y en el Gobierno de Estado de Puebla.
También fue editor de las dos series de la colección literaria "La Matraca", publicada por la Secretaría de Educación Pública y por el Instituto de Bellas Artes de Puebla durante la gestión de la doctora Margo Glantz. Es miembro del Comité Editorial de la Colección "Al Siglo XIX: Ida y Regreso " de la UNAM y de la Editorial Factoría, de su esposa Nonoi Lorente Salvat.
Colaboró, con Huberto Batis, en el Diario Unomásuno con una columna periodística de humor político llamada "Diario De Un Priísta" y el suplemento "Sábado" con artículos literarios y cartas de polémica.
Hoy en día está dedicado a la lectura investigativa de la "Historia del Descubrimiento y Conquista de América" con especial atención a Cristóbal Colón, México y Perú a fin de escribir sobre estos temas.

### Biblioteca Fernando Tola de Habich
Fernando llegó a tener un total de 41,350 entre libros, folletos y manuscritos en su biblioteca particular. Un alto porcentaje de estos libros tienen la firma de sus autores con una dedicatoria y/o agradecimiento a él por su trabajo de editor e investigador literario, lo cual hace que dichas obras tengan un valor especial.
Cuando decide regresar a España con su esposa e hijo, con el fin de radicarse en definitiva en Moyá, Barcelona, Cataluña, el Gobierno del Estado de Puebla le compra la totalidad de su colección y, como un reconocimiento muy especial, pone su nombre a la biblioteca donde se encuentran los ejemplares y lo inaugura el 24 de enero de 2011, al cumplir 70 años de edad. Lamentablemente no pudo viajar a México ese día por razones de salud.
Esta biblioteca está considerada como una de las más completas y valiosas de la literatura mexicana e hispanoamericana de los Siglos XIX y XX y sirve de referencia de estudios e investigaciones de esa rama.
La Biblioteca Fernando Tola de Habich y la Biblioteca Palafoxiana forman dos lugares de orgullo cultural para la ciudad de Puebla.

## Obra

### Literaria
- "Canción De Amor" ---  poema  -   Editorial Kama Sutra, Perú. 1968
- "Los españoles y el boom" ---  (entrevistas) Con Patricia Grieve. Editorial Tiempo Nuevo, Venezuela. 1972.
- "Lulú La Meona" ---  poema -  Editorial Premià Editora de Libros, México. 1977
- "Museo Literario" ---  artículos, investigaciones, notas - Tres v. Editorial Premià Editora de Libros, México. 1984, 1986, 1990
- "Los Balcones" ---  cuento  Editorial Premià Editora de Libros, México. 1989
- "Ejercicio Sobre La Estupidez"  ---   panfleto Edición privada, México. 1992
- "Ética Para El Bichorro"  ---   ensayo Editorial Premià Editora de Libros 1993
- "Cuento Fantástico Mexicano-Siglo XIX"  ---   cuento Con Ángel Muñoz. Prólogo y recoplicación, Editorial Factoría Ediciones, México.  2005
- "Bibliografía Literaria de La Revolución Mexicana"  ---   Ed. Factoría Ediciones, México.  2009-2013
- "María de Toledo. La primera Virreina de las Indias. Factoría Ediciones. México (España), 2016.
- "Bestiario colombino. Primer viaje 1492-1493. Factoría Ediciones. México España), 2017.
- "Yucatán 1517. El segundo descubrimiento de América. (Hernández de Córdoba). Universidad Nacional Autónoma de México, Mérida, Yucatán, 2018.
- 'Antón de Alaminos. El piloto fantasma del Caribe. Libros del Cuervo. Moià, Barcelona, España, 2022.

### Ediciones
- "Homenaje a Manuel Ignacio Altamirano"  ---   Facsímil Prólogo Editorial Premià Editora de Libros, México  1984
- "Sátiros Y Amores"  --- de Ricardo Gómez Robelo - Facsímil Presentación Editorial Premià Editora de Libros, México  1984
- "Las Rulfo Y Otros Chismes Del Barrio"'  ---   Ángel Del Campo Micrós, Recopilación, Universidad Autónoma Metropolitana, México.  1985
- "Narraciones, Confidencia Y Otros Textos"  ---   de Alberto Michel - Prólogo. Recopilación Universidad Autónoma de Chapingo, México.  1985
- "Amor Por Los Niños"  ---   Antología Temática Manuel Gutiérrez Nájera - Secretaría de Educación Pública, México.  1986
- "Obras Poéticas"  ---   de Fernando Calderón - Facsímil. Prólogo. Recopilación Universidad Autónma de Zacatecas.  1986 - Reedición en 1999 por UNAM
- "Algunas Consideraciones Sobre La Literatura Mexicana"  ---  de José María Vigil - Presentación UNAM.  1986
- "La Crítica De La Literatura Mexicana en el Siglo XIX"'  ---   Antología Temática Universidad de Tolima, México.  1987 . Factoría Ediciones. México (España- Segunda Edición Universidad de Tolima. México 2000
- "Poesía"  ---  de Manuel Carpio - Prólogo. Recopilación.  Universidad Veracruzana.  1986  -  Reedición en 1988 por UNAM
- "Poemas Dispersos"  ---  Manuel Gutiérrez Nájera - Recoplicación. UNAM.  1988
- "Obras"  ---  de Ignacio Rodríguez Galván 2 tomos. - Facsímil. Prólogo. Recopilación. UNAM.  1994
- "El Año Nuevo 1866, 1837, 1838, 1839"  ---   4 Tomos. - Facsímil. Prólogo. UNAM.  1996
- "Estelas y Bosquejo"  ---  de Dolores Correa Zapata - Facsímil. Prólogo. Universidad Juárez Autónoma de Tabasco, México.  1997
- "Los Aztecas"  ---  de José Joaquín Pesado -  Nota editorial. Bibliografía. Factoría Ediciones, México.  1998
- Poemas Rústicos"  ---  de Manuel José Othón - Facsímil. Prólogo. Factoría Ediciones, México.  1999
- "Cartucho"  ---  de Nellie Campobello - Prólogo. Factoría Ediciones, México.  1999
- "Obras"  ---  de José María Lafragua 2 Tomos. - Prólogo. Recopilación. Secretaría de Cultura del Gobierno del Estado de Puebla.  2000
- "Obras"  ---  de José Joaquín Pesado 2 Tomos -. Facsímil. Prólogo. Recopilación. UNAM 2001  -  Reedición en 2002 por la Secretaría del Gobierno del Estado de Puebla.
- "Jugando Con El Amor"  ---  de Guy de Maupassant - Selección y nota.  Archivado el 16 de febrero de 2016 en Wayback Machine.
- "Bartleby"  ---  de Herman Melville - Edición. Presentación. Axial, México.  2008
- "El Horla"  ---  de Guy de Maupassant - Edición. Presentación. Axial, México.  2008
- "¿Qué Fue Eso?"  ---  de James O'Brien - Edición. Presentación. Axial, México.  2008
- "La Marquesa de O"  ---  de Heinrich von Kleis - Edición. Presentación. Axial, México.  2008
- "El Alienista"  ---  de Joaquín Machado de Assís - Edición. Presentación. Axial, México;  2008
- "Relación De La Conquista De México"  ---   de Andrés de Tapia - Edición. Presentación. Axial, México.  2008
- "Viy"  ---  de Nikolai Gogol - Edición. Presentación. Axial, México. 2008
- "Vanina Vanini seguido de Los Cenci""  ---  de Stendhal. Edición. Presentación.  Archivado el 16 de febrero de 2016 en Wayback Machine.